# Crionica cervicornis
Crionica cervicornis är en fjärilsart som beskrevs av Fawcett 1917. Crionica cervicornis ingår i släktet Crionica och familjen nattflyn. Inga underarter finns listade i Catalogue of Life.